# 臨川寺

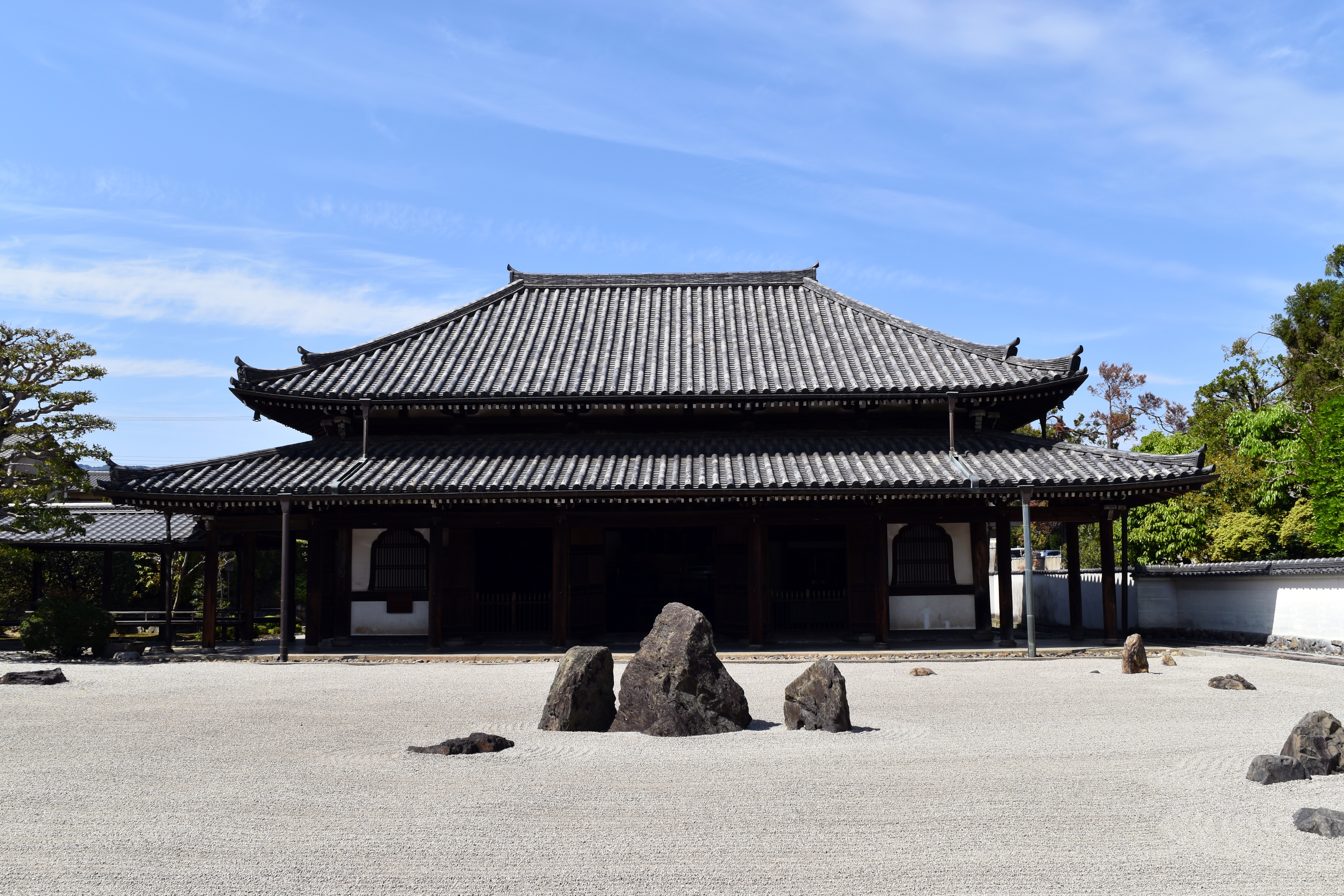
三会院

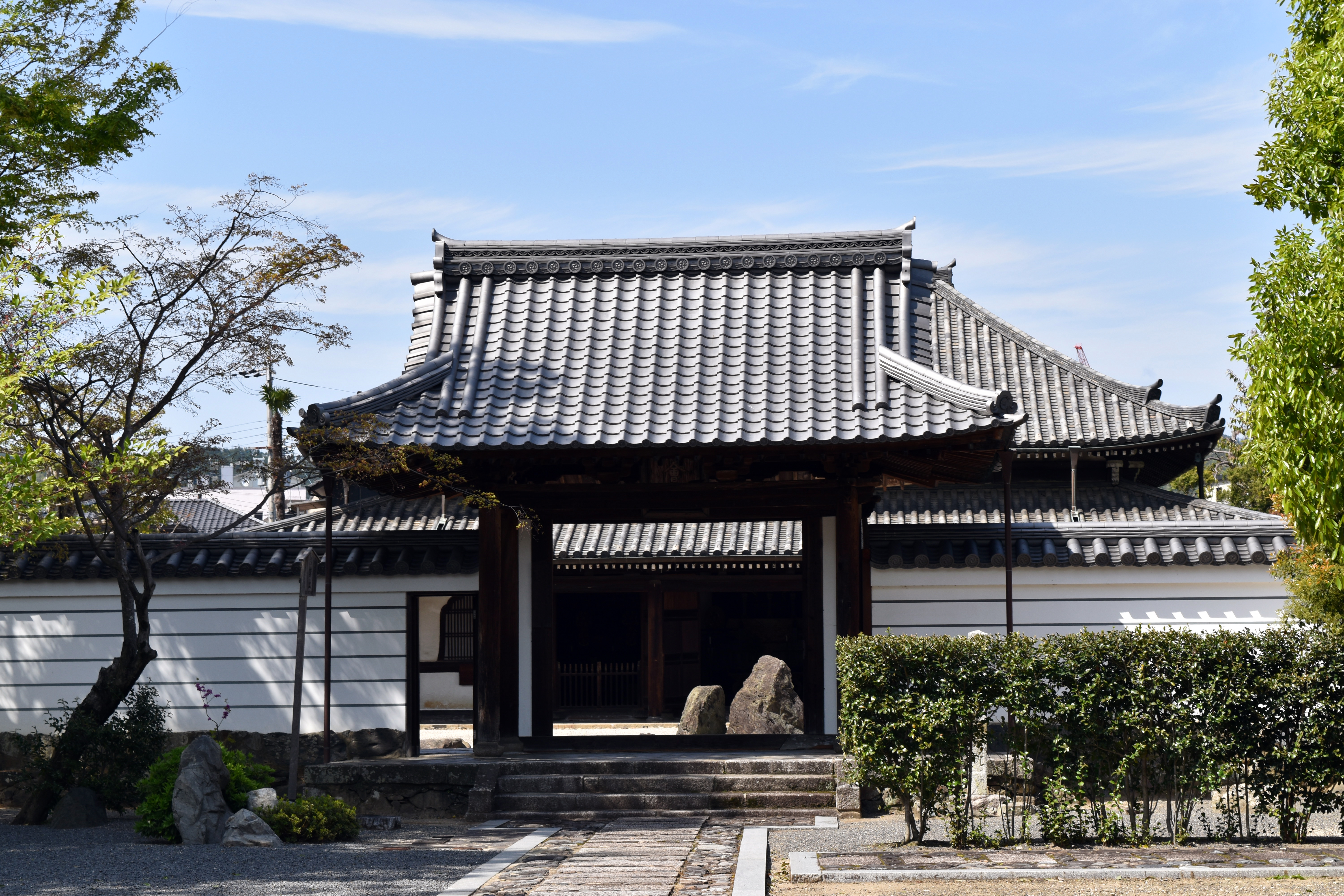
中門

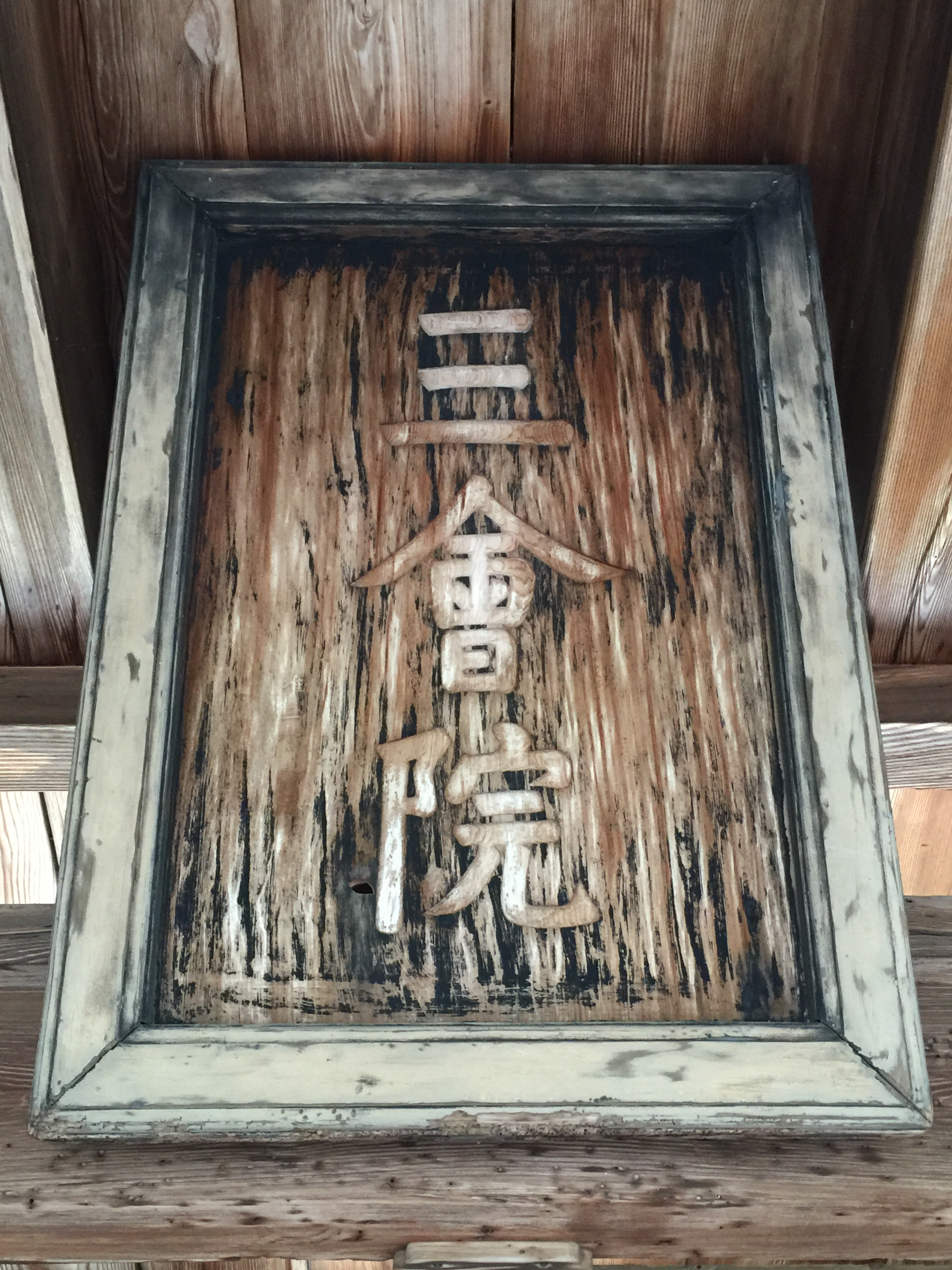
中門にある「三会院」の額

臨川寺（りんせんじ）は、京都市右京区嵯峨天龍寺造路町にある臨済宗天龍寺派の寺院。大本山天龍寺の別院。山号は霊亀山。本尊は弥勒菩薩。天龍寺の開山でもある夢窓疎石を祀る開山堂。通常非公開。

## 歴史
そもそもこの地には、かつての壇林寺の旧跡（現・天龍寺の附近）に造営された亀山上皇の離宮「亀山殿」の別殿「川端殿」が建てられていた。その川端殿を御所とした亀山法皇の皇女・憙子内親王（昭慶門院）が薨去すると、その遺領は憙子内親王が我が子同然に養育した世良親王（後醍醐天皇の第二皇子）に授けられた。
禅宗に帰依した世良親王は南禅寺の住持・仏徳禅師（元翁本元）を開山として招き、川端殿に禅寺を創建しようとしたが親王は21歳の若さで没してしまい、翌年には仏徳禅師も示寂したことから、父の後醍醐天皇が建武2年（1335年）に夢窓疎石を開山として川端殿を改めて臨川寺を建立した。翌延元元年（1336年）には諸山に列せられている。
夢窓疎石は天龍寺建立以後、臨川寺に隠棲し同寺にて没したが、その遺骸は臨川寺境内の開山堂（霊堂、三会院の左後方）下に葬られ、その右方に葬られた世良親王と共に祀られている。
文和2年（1353年）に足利尊氏により准十刹の官刹となるが、永和3年（1377年）に管領細川頼之の働きかけで足利義満により京都五山に列せられた。ところが、天授5年/康暦元年（1379年）に起きた康暦の政変で細川頼之が失脚したことにより、十刹に格下げされた。
元中3年（1386年）に改めて京都十刹に列せられた。
かつては門前（渡月橋から芹川橋間）に関門を設けて諸人の通行を禁止にするほど、国師入定の霊地として重要視された。現在も特別拝観を除き、通常は非公開となっている。
経済的には、和泉国塩穴庄、伊勢国富津御厨、常陸国佐都庄、同東岡田郷、同西岡田郷、嵯峨大井村などを寺領とした。
江戸時代には江戸幕府から朱印状が与えられたほか、臨済宗の十刹に列せられた。

## 境内
- 三会院（さんねいん） - 本堂。1921年（大正10年）に本瓦葺きに改装され、1956年（昭和31年）に解体修理されている。
- 開山堂（京都市指定有形文化財） - 三会院の北に接続している。開山堂の床下にある蓮華石の下に夢窓疎石が埋葬されている。1956年（昭和31年）に解体修理されている。
- 世良親王の墓 - 後醍醐天皇の第二皇子。宮内庁の管理下にある。
- 庭園「龍華三会の庭」 - 枯山水庭園。
- 書院 - 1956年（昭和31年）に解体修理されている。
- 客殿（京都市指定有形文化財）
- 中門（京都市指定有形文化財） - 扁額「三會院」は足利義満の筆。
- 山門

## 文化財

### 京都市指定有形文化財
- 開山堂
- 客殿
- 中門

## 所在地
京都府京都市右京区嵯峨天龍寺造路町33